# Гассій Валерій Дмитрович
Валерій Дмитрович Гассій (* 22 квітня 1949, Коломия, Івано-Франківська область, УРСР, СРСР — 1 лютого 2004) — український радянський гандболіст, Олімпійський чемпіон 1976 року, заслужений майстер спорту СРСР.

## Спортивна кар’єра
Гандболом розпочав займатися в рідній Коломиї. Перші тренери — Ю. Мартинюк і А. Маруневич. Навчався у Київському інституті фізичної культури. Від 1967-го став членом молодіжної збірної СРСР і збірної команди України. 
У 1969 р. переїхав до Краснодару, де почав виступати за місцевий «Буревісник». Окрім нього, на найвищому клубному рівні грав також за команди СКІФ (Краснодар) і ЦСКА (Москва). Чемпіон СРСР 1973 року. 
У складі збірної команди СРСР був учасником гандбольного турніру Олімпійських ігор 1972 року — 5-е командне місце та 11 закинутих м'ячів у власному доробку. 
Олімпійський чемпіон 1976 року в складі радянської збірної. Валерій Гассій у 5-ти матчах олімпійського турніру, граючи на позиції розігруючого, закинув 25 м'ячів та став найрезультативнішим гравцем своєї команди.
Загалом за час виступів у складі збірної СРСР провів 83 матчі та забив 277 голів.
З 1982 року і аж до самої своєї смерті працював тренером та спортивним функціонером.